# S’Ena ’e sa Vacca
S’Ena ’e sa Vacca (deutsch die weiße Kuh) ist eine auf der Insel Sardinien einzigartige U-förmige Struktur, die einem Dolmen ähnlich sieht und teilweise auch als solcher bezeichnet wird. Sie stammt aus der Bronzezeit und wird heute als die Urform der sardischen Gigantengräber angesehen. Die 321 bekannten Gigantengräber sind größtenteils Monumente der bronzezeitlichen Bonnanaro-Kultur (2200–1600 v. Chr.), der Vorläuferkultur der Nuraghenkultur. S’Ena ’e sa Vacca liegt oberhalb der SS 537 von Olzai (auch Olza) nach Sedilo in der Provinz Nuoro. 
Die Megalithanlage der Nuraghenkultur ist 5,0 m lang und 3,2 m breit. Ein 0,6 m breiter und 0,5 m hoher Gang führt in die Kammer. Der Deckstein über der Kammer ist ein Monolith von 3,0 m Länge und 2,5 m Breite, bei einer Dicke von etwa 0,35 m. Es sind Reste einer Exedra vorhanden.